# Политенные хромосомы

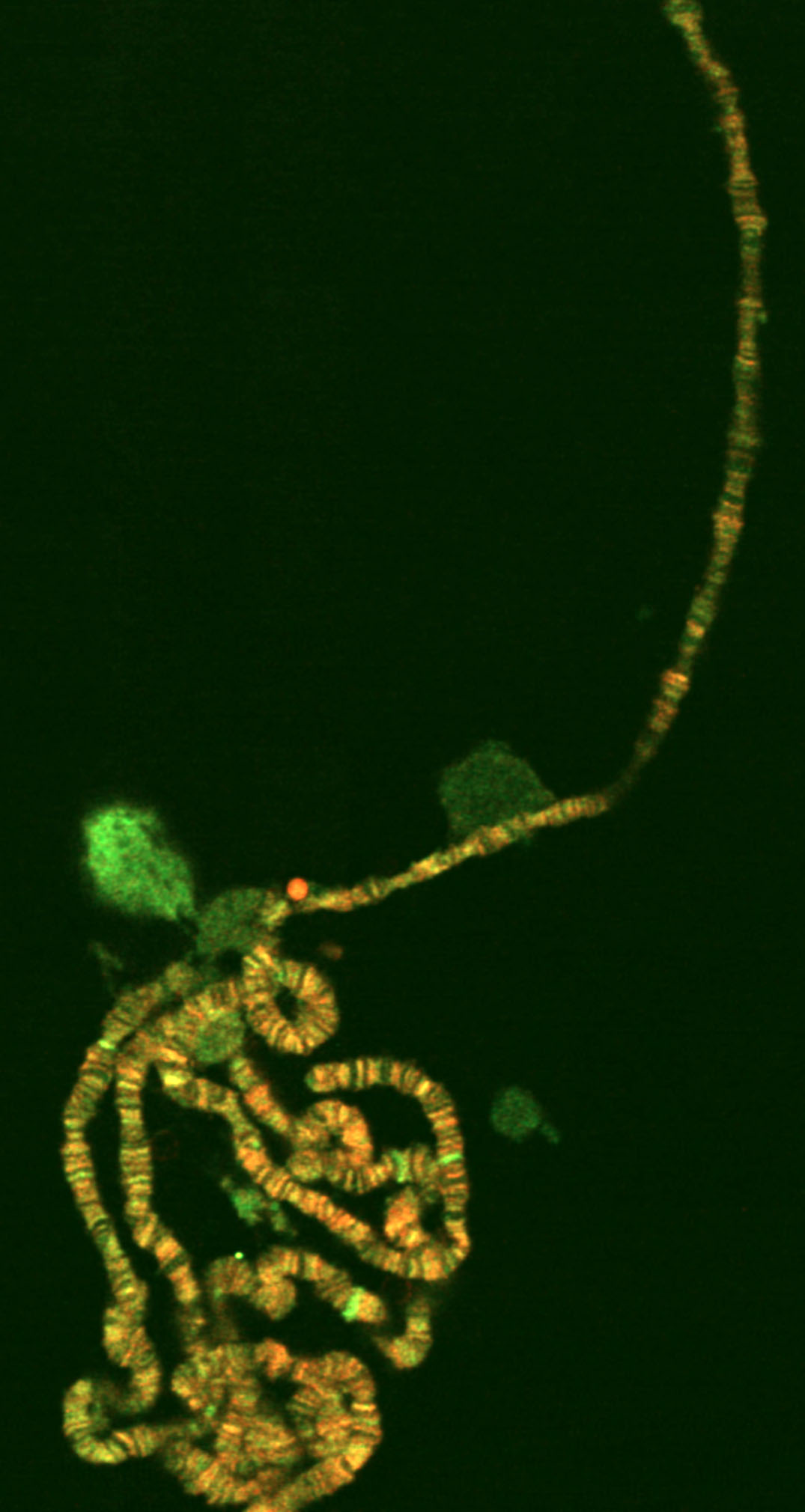
Политенная хромосома

Полите́нные хромосо́мы — гигантские интерфазные хромосомы, возникающие в некоторых типах специализированных клеток в результате двух процессов: во-первых, многократной репликации ДНК, не сопровождаемой делением клетки, во-вторых, боковой конъюгации хроматид. Клетки, в которых есть политенные хромосомы, теряют способность к делению, они являются дифференцированными и активно секретирующими, то есть, политенизация хромосом является способом увеличения числа копий генов для синтеза какого-либо продукта. Политенные хромосомы можно наблюдать у двукрылых, у растений в клетках, связанных с развитием зародыша, у инфузорий при формировании макронуклеуса. Политенные хромосомы значительно увеличиваются в размерах, что облегчает их наблюдение и что позволяло изучать активность генов ещё в 1930-е годы. Принципиальным отличием от других типов хромосом является то, что политенные хромосомы являются интерфазными, тогда как все остальные можно наблюдать только во время митотического или мейотического деления клетки .
Классическим примером являются гигантские хромосомы в клетках слюнных желёз личинок Drosophila melanogaster. Репликация ДНК в этих клетках не сопровождается делением клетки, что приводит к накоплению вновь построенных нитей ДНК. Эти нити плотно соединены между собой по длине. Кроме того, в слюнных железах происходит соматический синапсис гомологичных хромосом, то есть, не только сестринские хроматиды конъюгируют между собой, но и гомологичные хромосомы каждой пары конъюгируют между собой. Таким образом, в клетках слюнных желёз можно наблюдать гаплоидное число хромосом.

## История
Впервые политенные хромосомы были описаны Эдуардом-Жераром Бальбиани (фр. Édouard-Gérard Balbiani) в 1881 году в клетках слюнных желёз представителя рода Chironimus из семейства комары-звонцы (Chironomidae) . Тем не менее, природа этих структур не была доподлинно известна до их изучения у D. melanogaster Эмилем Хайтцем и Хансом Бауэром в начале 1930-х. В дальнейшем такие гигантские хромосомы были описаны у личинок двукрылых (Diptera) в ядрах клеток кишечника, мальпигиевых сосудов (например, у Sciara), а также у некоторых растений в ядрах синергид (например, гороха (Pisum)).
Термин «политенная хромосома» предложил П. Коллер (P. Koller) в 1935 году, а окончательно ввёл в науку С. Дарлингтон в 1937 году.

## Размеры
Политенные хромосомы во много раз превышают по размеру хромосомы обычных соматических клеток. Они, как правило, в 100—200 раз длиннее и в 1000 раз толще (содержат до 1000 хромосом), чем хромосомы многих интерфазных клеток (как половых, так и соматических). Так, у личинок D. melangaster общая длина четырёх пар хромосом в слюнных железах составляет 2000 мкм, а в обычных соматических клетках эта величина равна 7,5 мкм.

## Строение

### Исчерченность

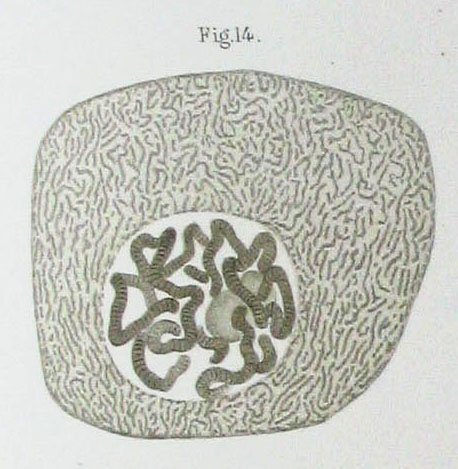
Политенные хромосомы в клетке слюнной железы у представителя рода Chironimus из семейства комары-звонцы (Chironomidae)

Характерная форма и размеры политенных хромосом достигаются вследствие их максимальной деспирализации и многократного воспроизведения хромосом без их последующего расхождения, то есть они образуются как результат эндомитоза.
Политенные хромосомы имеют характерную поперечную исчерченность, обусловленную наличием участков более плотной спирализации хромонем — хромомер. В тёмных участках (то есть хромомерах) располагается спирализованный неактивный хроматин, в то время как светлые полосы указывают на участок с повышенной транскрипционной активностью. Чёткое различение тёмных дисков и светлых междисковых участков объясняется нерасхождением дочерних хромонем. По этой причине все особенности отдельной хромонемы, в том числе хромомерный рисунок, становятся выраженными более контрастно.
По сути, политенные хромосомы представляют собой пару гигантских гомологичных хромосом, находящихся в состоянии идеально точной соматической конъюгации. При этом диски и междисковые участки гомологов расположены строго параллельно и тесно сближены. Такая конъюгация не характерна для подавляющего большинства соматических клеток.
Впервые карта политенных хромосом была составлена в 1935 году Кэлвином Бриджесом, и она широко используется и по сей день.
Уникальность строения политенных хромосом, а именно возможность чётко различать детали их строения, была использована Т. Пайтнером для изучения их перестроек и характера конъюгации. Вообще, исчерченность политенных хромосом исключительно полезна для исследований, в частности, на примере политенных хромосом была получена визуализация участков активного и неактивного хроматина. На них также можно изучать общую структуру хроматина.
Кроме того, политенные хромосомы помогают идентифицировать личинок комаров-звонцов (Chironomidae), которых другим способом отличить сложно.

### Пуфы

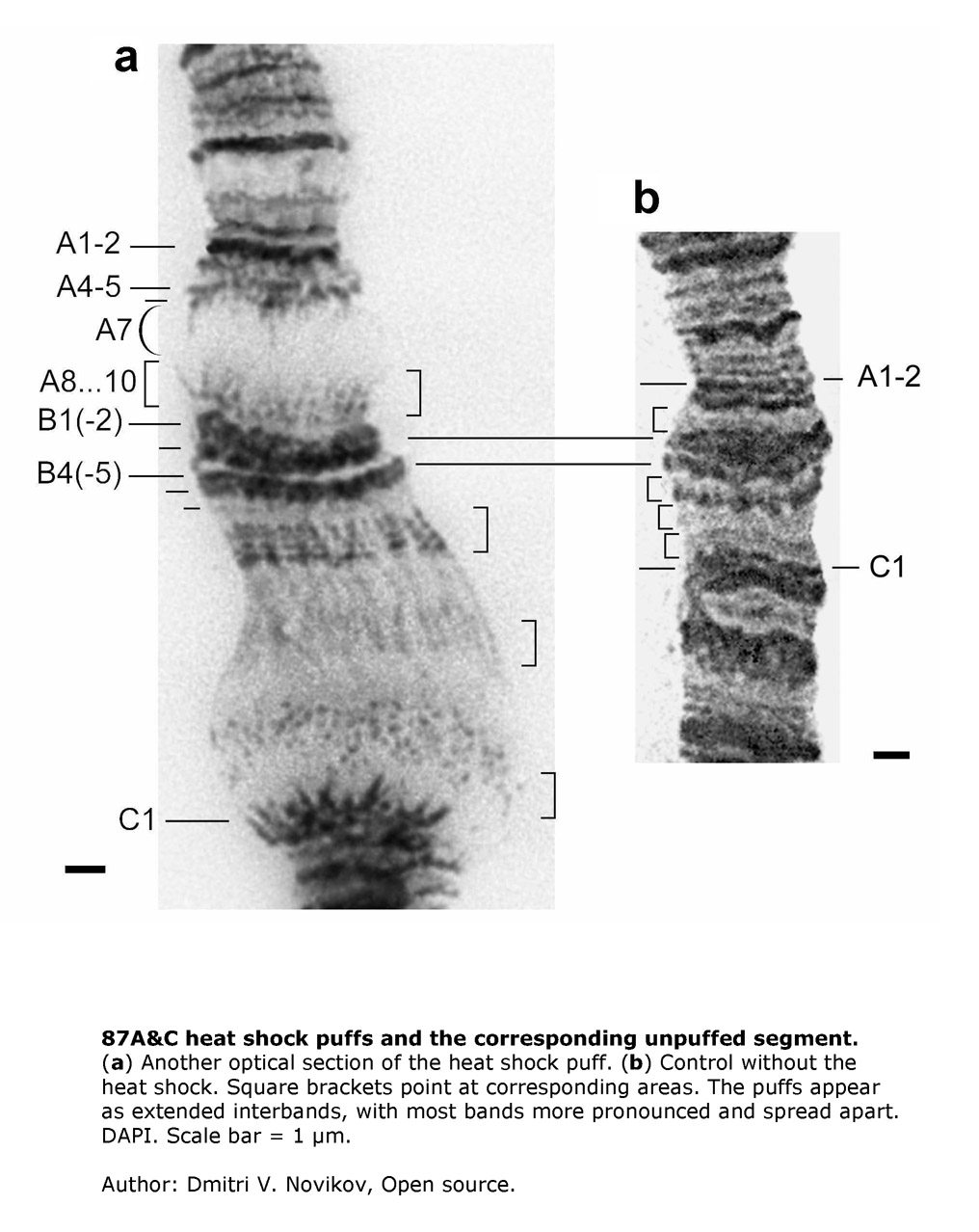
Пуфированная (а) и обычная (b) политенные хромосомы

В политенных хромосомах процесс транскрипции сопровождается формированием т. н. пуфов — характерных вздутий определённых дисков, образующихся в результате локальной декомпактизации в них ДНК. На активную транскрипцию в этих регионах указывает активное включение 3H-уридина в районе пуфов. Крупные пуфы называются кольцами Бальбиани (в некоторых источниках термины «пуф» и «кольца Бальбиани» употребляют как синонимичные).
Пуфирование характерно для стадии личинки. Образование и исчезновение пуфов регулируется внутренней средой организма в соответствии со стадией развития. Одним из важнейших регуляторов образования пуфов у насекомых являются стероидные гормоны, в частности, гормон линьки — экдизон. Выявлено также влияние белков, синтезированных более ранними пуфами, на развитие более поздних пуфов.
Таким образом, образование пуфов является ярким примером дифференциальной транскрипции. Другим известным примером этого процесса является формирование хромосом типа ламповых щёток.

## Функции
Политенные хромосомы содержат большое число копий генов, что многократно усиливает генную экспрессию. Это, в свою очередь, увеличивает производство необходимых белков. Например, в клетках слюнных желёз личинок D. melanogaster политенизация хромосом необходима для образования большого количества клейкого вещества до окукливания.